# ルドヴィーコ
ルドヴィーコ（伊: Ludovico）あるいはロドヴィーコ（伊: Lodovico）は、イタリア語の男性名。英語・スペイン語・ポルトガル語のルイス (英:Louis または Lewis、西:Luis、葡:Luís)、ドイツ語のルートヴィヒ (Ludwig)、フランス語のルイ (Louis)、ルドヴィク (Ludovic) にあたる。
ゲルマン系の名前でルイージ (Luigi) とは同語源のため、ルドヴィーコとルイージを区別していない言語を介して（さらに再イタリア語化ののち）日本語化された場合には混同される。
- ルドヴィーコ (シチリア王)
- ルドヴィーコ・ディ・サヴォイア
- ルドヴィーコ・スフォルツァ
- ルドヴィーコ1世・ディ・ボルボーネ
- カルロ・ルドヴィーコ・ディ・ボルボーネ
- ルドヴィコ・カラッチ
- ルドヴィーコ・アリオスト
- ルドヴィコ・フェラーリ
- ルドヴィコ・ロンカッリ